# Martial Solal
Pour les articles homonymes, voir Solal (homonymie).
Vous lisez un « article de qualité » labellisé en 2020.
Martial Solal, né le 23 août 1927 à Alger (Algérie française) et mort le 12 décembre 2024 au Chesnay-Rocquencourt (Yvelines), est un pianiste de jazz, compositeur, arrangeur et chef d'orchestre français.
Sa carrière débute dans les années 1950, au cours desquelles il enregistre notamment avec Django Reinhardt et Sidney Bechet. Au Club Saint-Germain, il accompagne les plus grands musiciens américains de l'époque : Don Byas, Clifford Brown, Dizzy Gillespie, Stan Getz ou encore Sonny Rollins. Il enregistre plus d'une centaine de disques en solo, en trio ou avec différents big bands, ainsi qu'en duo — formule qu'il affectionne particulièrement —, avec entre autres Lee Konitz, Michel Portal, Didier Lockwood, John Lewis ou David Liebman.
Solal ne se limite pas à la scène de jazz : il écrit de nombreuses œuvres symphoniques jouées notamment par le nouvel orchestre philharmonique, l'orchestre national de France ou l'orchestre de Poitou-Charentes. Il compose également plusieurs musiques de films, notamment pour Jean-Luc Godard (À bout de souffle) ou pour Jean-Pierre Melville (Léon Morin, prêtre).
Le style de Martial Solal, virtuose, original, inventif et plein d'humour, s'appuie notamment sur un talent exceptionnel d'improvisation servi par une technique irréprochable qu'il entretient par un travail systématique tout au long de sa carrière. Bien que n'ayant eu qu'un seul véritable élève en la personne de Manuel Rocheman, il influence de nombreux musiciens tels que Jean-Michel Pilc, Baptiste Trotignon, Franck Avitabile, François Raulin ou encore Stéphan Oliva. Le prestigieux concours de piano jazz Martial Solal, organisé de 1988 à 2010, est nommé en son honneur.

## Biographie

### Jeunesse

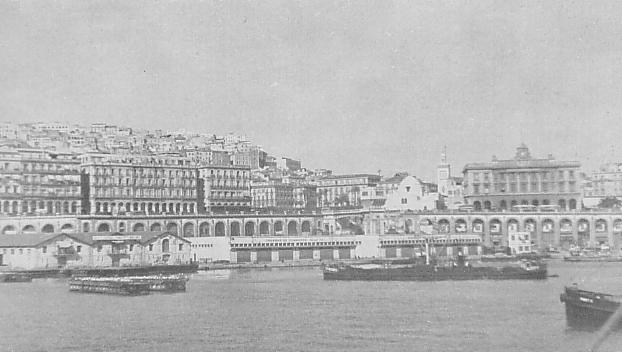
Alger, où est né Martial Solal, dans les années 1930.

Martial Saul Cohen-Solal naît le 23 août 1927 à Alger, alors en Algérie française, dans une famille juive algérienne non pratiquante. Son père, algérois de naissance, est un modeste expert-comptable, sa mère est originaire de Ténès. Il apprend les rudiments du piano auprès de sa mère, une chanteuse d'opéra amatrice, puis avec Madame Gharbi qui lui donne des cours de piano classique à partir de ses six ans. Son talent d'improvisateur se dévoile dès ses dix ans, lors d'une audition, quand il modifie l'ordre des séquences d'une Rhapsodie de Liszt, sans hésitation et sans que personne s'en rende compte.
À l'adolescence, il découvre le jazz et la liberté qu'il permet, aux côtés de Lucky Starway, saxophoniste multi-instrumentiste, chef d'un orchestre local à Alger. Starway lui fait découvrir Louis Armstrong, Fats Waller, Teddy Wilson ou encore Benny Goodman. Solal prend des cours avec lui pendant deux ou trois ans, durant lesquels il fait la « pompe » : une basse à la main gauche, un accord à la main droite. Lucky Starway l'engage finalement dans son orchestre,.
À partir de 1942, les lois sur le statut des Juifs du régime de Vichy, entrées en vigueur dans les colonies françaises, interdisent à Martial Solal, enfant d'un père juif, l'entrée à l'école,. Il se consacre donc à la musique. Le débarquement allié en 1942 lui évite d'être déporté. Durant la Seconde Guerre mondiale, alors qu'il effectue son service militaire au Maroc, il joue dans les mess des soldats américains.

### Débuts professionnels

#### Départ à Paris
Solal devient musicien professionnel dès 1945, ce qui ne l'empêche pas de devoir faire des petits boulots à côté.
Les opportunités étant limitées à Alger pour un pianiste de jazz, il s'installe à Paris au début de l'année 1950, à 22 ans, sans connaître personne. Après quelques semaines, il joue dans plusieurs orchestres de jazz, comme ceux de Noël Chiboust ou d'Aimé Barelli, contraints, pour des raisons économiques à jouer tango, java, paso doble ou valses.

#### Le Club Saint-Germain
Martial Solal fréquente le Club Saint-Germain, alors le plus important en matière de jazz, et commence à y jouer en 1952. Il y est le « pianiste maison » pendant une dizaine d'années, alternant parfois avec le Blue Note, l'autre grand club de jazz. Au Club Saint-Germain, avec le batteur Kenny Clarke et le bassiste Pierre Michelot, il accompagne les musiciens américains de passage, tels que Don Byas, Lucky Thompson, Clifford Brown, Dizzy Gillespie, Stan Getz ou Sonny Rollins,. Il y croise également André Previn, ainsi qu'Erroll Garner ou John Lewis. En novembre 1954, il accompagne l'orchestre Barelli dans une tournée dans toute la France et l'Afrique du Nord. Il crée un quartet avec Roger Guérin à la trompette, Paul Rovère à la contrebasse et Daniel Humair à la batterie, et se produit également en piano solo, dans un style inspiré par Art Tatum.

#### Premiers enregistrements
Pour sa première session d'enregistrement, il participe à la dernière de Django Reinhardt, le 8 avril 1953,. Il enregistre un peu plus tard ses premiers albums en trio. À partir de 1955, il accompagne le saxophoniste Lucky Thompson, avec qui il grave plusieurs disques et apparait à la télévision,. Il joue également avec Chet Baker.
Il commence à enregistrer avec Sidney Bechet en 1956. Alors que le saxophoniste fait partie des « anciens » rejetés par la nouvelle génération, rompue aux innovations du bebop, Solal considère qu'on peut mélanger les styles sans problème. Leur premier enregistrement, avec Kenny Clarke, un autre « moderne », s'est fait en quelques heures, avec seulement des premières prises. La même année, Solal enregistre deux disques en compagnie de Billy Byers, Jazz on the Left Bank et Réunion à Paris. Il commence également à enregistrer en solo, pratique qui le suivra tout le long de sa carrière.

#### Easy listening
Malgré une notoriété naissante, les ventes et concerts ne suffisent pas à assurer une subsistance correcte à Martial Solal. Inspiré par Hubert Rostaing, qui signait des disques d'« easy listening » sous le nom d'Earl Cadillac, Solal signe quelques disques alimentaires en 1956 sous le nom de « Jo Jaguar », jouant des airs à la mode (des chansons de Gilbert Bécaud, de Jo Privat ou d'Édith Piaf comme L'Homme à la moto),. D'après Solal, « j'ai fait [quelques disques sous ce nom], mais avec une telle mauvaise volonté, je dois dire, que ça n'a pas réussi. On a vendu très peu de disques. »
Entre 1959 et 1963, il accompagne avec son orchestre des chanteurs français comme Line Renaud, Jean Poiret ou encore Dick Rivers. En 1961, Solal compose la musique du tube Twist à Saint-Tropez.

### Un musicien qui s'affirme

#### PremierBig band
En 1956, Martial Solal crée son premier big band, salué par le compositeur — et ami de Martial Solal — André Hodeir. Dans son écriture, le piano alterne souvent avec l'orchestre, la section de saxophones est bien balancée, le jeu des trompettes est musclé. En 1957 et 1958, Solal enregistre d'autres titres avec son big band, alors que son écriture s'est complexifiée, avec un son plus massif et un registre plus étendu. Les changements de rythme et tempo, qui deviennent alors sa signature, se généralisent.

#### Suite en ré bémol pour quartette de jazz
En 1958, Solal entame la composition de l'ambitieuse Suite en ré bémol pour quartette de jazz, d'une durée de 30 minutes environ. Elle est jouée au Club Saint-Germain, avec Roger Guérin à la trompette, Paul Rovère à la contrebasse et Daniel Humair à la batterie. La pièce est mémorisée et jouée séquence après séquence, Solal étant le seul à avoir un petit brouillon de la musique. Le pianiste a l'ambition de dépasser les trente-deux mesures des standards habituellement joués par ce genre de petite formation, et cherche à inventer une forme plus ambitieuse, avec différentes mélodies et des changements de tempo, ce qui était inusité dans le jazz à l'époque.

#### Compositeur de musique de film
En 1959, Martial Solal compose sa première musique de film pour Deux Hommes dans Manhattan de Jean-Pierre Melville, ami et admirateur du pianiste depuis sa Suite en ré bémol. Le compositeur principal, Christian Chevallier, malade, ne pouvait écrire la dernière séquence de 7 minutes. Solal écrit donc un petit ostinato au piano d'une dizaine de notes, et une mélodie très courte jouée par Roger Guérin. Pour Solal, « le plus difficile a été de jouer le même riff pendant sept minutes sans aucun effet, sans aucune variation de tempo ou de dynamique. Une véritable épreuve. Melville a apprécié le suspense créé. »

Jean Cocteau et Martial Solal

Recommandé par Melville, Martial Solal compose la musique d'À bout de souffle (1960) de Jean-Luc Godard, qui laisse carte blanche au musicien. Interprétée par un big band et un orchestre à cordes, la musique est principalement d'inspiration jazz, même si le thème de la romance, joué par les cordes, s'en détache largement ; c'est d'ailleurs la première fois que Solal compose pour cordes. Le succès du film, et donc de sa bande originale, a assuré au musicien de confortables droits, « comme si j'avais gagné au loto », lui permettant d'acheter sa maison de Chatou.
Solal suppose que Godard n'était pas particulièrement fan de la musique, puisqu'il ne lui a plus rien commandé. Cela n'a pas empêché Solal de continuer à composer pour le cinéma, pour Le Testament d'Orphée (1960) de Jean Cocteau, pour Léon Morin, prêtre de Melville — une musique qui sort du jazz, « mi-religieuse, mi-symphonique » pour cordes — ou pour Échappement libre (1963) de Jean Becker. Il interprète également la musique composée par Jean Ledrut pour Le Procès (1962) d'Orson Welles.

### L'aventure américaine
Sa renommée commence à grandir aux États-Unis, terre de naissance du jazz : Oscar Peterson, de passage en France en juin 1963, passe l'écouter au Club Saint-Germain. Le producteur américain George Wein l'invite à jouer pendant deux semaines à l'Hickory House, un club de la 53e rue à New York, avant de le présenter en vedette au festival de Newport 1963. Pour Martial Solal, c'est un choc : aucun musicien de jazz français n'avait été invité aux États-Unis depuis Django Reinhardt. Comme il est invité sans son trio, Joe Morgen, l'envoyé de Wein, lui présente le contrebassiste Teddy Kotick et le batteur Paul Motian, qui jouaient avec Bill Evans ; l'entente entre les trois musiciens est rapide. Le succès est au rendez-vous et l'engagement à l'Hickory House est prolongé de trois semaines ; Time lui consacre d'ailleurs deux colonnes. Le concert de Solal à Newport est publié (At Newport '63) après quelques « retakes » enregistrées en studio le 11 juillet 1963. L'album est salué par la presse américaine, ainsi que par Duke Ellington ou Dizzy Gillespie.
Le célèbre producteur Joe Glaser le prend sous son aile, et en une semaine, Solal a tout ce qu'il lui faut pour s'installer à New York : une carte de sécurité sociale et une carte de cabaret, autorisant à jouer dans les clubs. Il lui propose un engagement au London House de Chicago, repère de tous les grands pianistes. Mais Solal, de retour en France, ne retourne pas aux États-Unis. Divorcé avec un jeune enfant (Éric Solal), sa situation familiale est trop compliquée pour cette prometteuse carrière américaine,. En 1964, il retourne tout de même jouer sur la côte ouest des États-Unis, notamment à San Francisco, où il rencontre Thelonious Monk.
Cette absence de la scène américaine pendant plusieurs années explique en partie le fait que Solal reste encore relativement méconnu outre-Atlantique,,.

### En trio

#### Avec Guy Pedersen et Daniel Humair
En 1960 au Club Saint-Germain, Martial Solal crée son trio avec Guy Pedersen à la contrebasse et Daniel Humair à la batterie. Solal écrit de nombreux morceaux pour cette formation au cours de ses cinq ans d'existence. En mai 1962, le trio loue la salle Gaveau — qui programme plutôt de la musique classique — et s'occupe de toute la préparation du concert, de l'impression des billets au collage des affiches, en passant par la publicité. Si la salle n'est pas remplie, c'est une première. Les musiciens imitent alors le Modern Jazz Quartet et jouent en smoking (Solal compose d'ailleurs à l'époque le morceau Nos smokings). Le concert donne lieu à un disque : Jazz à Gaveau. En 1962 paraît Suite pour une frise à l'occasion de l'inauguration d'une frise en aluchromie de Raf Cleeremans à Bruxelles, pour lequel Solal compose des thèmes aux structures inhabituelles.
Le départ de Solal aux États-Unis sans ses musiciens a distendu les liens au cœur de son trio, qui donne quand même un second concert à la salle Gaveau le 11 décembre 1963 (Concert à Gaveau vol. 2). Leur dernier album date de 1964 (Martial Solal (Bonsoir)), et le trio se dissout quand Pedersen et Humair rejoignent les Swingle Singers.

#### Avec Bibi Rovère et Charles Bellonzi
En 1965, Martial Solal crée un nouveau trio avec Bibi Rovère à la contrebasse et Charles Bellonzi à la batterie. Leur premier album, En liberté, sort en 1965. Il est suivi de En direct du Blue Note (1966), Électrode : Martial Solal joue Michel Magne (1968), Fafasifa (1968) sur lequel Solal joue notamment du clavecin, et On Home Ground (1969).

#### Sans tambour ni trompette
En 1970 paraît Sans tambour ni trompette, que Martial Solal considère comme son album le plus novateur. Alors que Charles Bellonzi, batteur du trio habituel du pianiste, n'est pas disponible pour le festival de Budapest, le contrebassiste Jean-François Jenny-Clark se joint au duo Martial Solal/Gilbert Rovère. Ce trio inhabituel à deux contrebasses (Rovère aux doigts, Jenny-Clark à l'archet) s'est produit pendant deux ans avant d'enregistrer ce disque sur lequel se trouvent quatre compositions de Martial Solal, écrites spécialement pour ce trio,.

### En solo
Martial Solal publie plusieurs albums en piano solo au cours des années 1970 : Martial Solal Himself (1974) ; Plays Ellington, prix « In Honorem » de l'Académie du jazz avec mention (1975) ; Nothing But Piano (1976) et The Solosolal (1979). En 1983 sort Bluesine chez Soul Note. En 1990, il improvise devant le film muet de Marcel L'Herbier Feu Mathias Pascal, exercice qu'il pratique régulièrement. L'album est publié par Gorgone Productions.

### Des collaborations diverses

#### Avec Lee Konitz

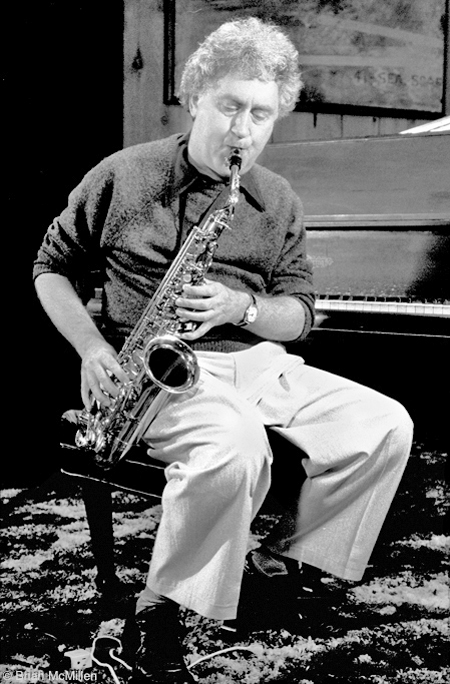
Martial Solal a beaucoup joué avec le saxophoniste Lee Konitz, ici en 1985.

À partir de 1974, Martial Solal fait des centaines de concerts en duo avec le saxophoniste Lee Konitz, dont un certain nombre sont enregistrés et publiés : European Episode et Impressive Rome (1968 et 1969), Duplicity (1978), The Portland Sessions (1979), Live at the Berlin Jazz Days 1980, Star Eyes, Hamburg 1983 (1998). Martial Solal explique les rapports dans le duo : « Lee Konitz et moi-même [avons] des univers différents, mais je les estime complémentaires. […] Il a un don mélodique extraordinaire. Moi, de mon côté, je le soutiens par une espèce de background fait d'excitation, de stimulation, qui peut le faire sortir justement de ses gonds. Et lui a tendance à retenir mes excès ».

#### Avec Niels-Henning Ørsted Pedersen
Au milieu des années 1970, Solal joue en duo en Allemagne avec le contrebassiste danois Niels-Henning Ørsted Pedersen. Ils enregistrent un album publié en 1976 par le label allemand MPS, Movability. Les musiciens enregistrent deux autres albums ensemble : Suite for Trio (avec Daniel Humair, 1978), album sur lequel figure l'ambitieuse Suite éponyme, qui a demandé aux musiciens deux jours de répétition et Four Keys (avec Lee Konitz et John Scofield, 1979).

#### Avec d'autres musiciens
En 1974 paraît Locomotion avec Henri Texier et Bernard Lubat, un disque étonnant et plein d'humour sur lequel Solal joue du piano et du piano électrique dans un style groovy, qui se rapproche du jazz-rock. C'est un regroupement de petites pièces destinées à illustrer des retransmissions de séquences sportives à la télévision. L'album a été réédité en 2019 par Underdog Records à l'occasion du Disquaire Day.
En 1980, l'album Happy Reunion, en duo avec Stéphane Grappelli, reçoit le Prix Boris-Vian du meilleur enregistrement français. En 1988 parait 9/11 p.m. Town Hall, avec Michel Portal, Daniel Humair, Joachim Kühn, Marc Ducret et Jean-François Jenny-Clark.

### De nouveauxbig bands
Au début des années 1980, Solal constitue un nouveau big band de seize musiciens, dont Éric Le Lann, pour lequel il écrit un nouveau répertoire. Cet orchestre se produit dans toute l'Europe, y compris tous les pays de l'Est. Il enregistre deux disques, un en 1981, un autre en 1983-84, avec des pièces ambitieuses, dont une qui occupe toute une face d'un 33 tours. Il écrit des arrangements de chansons de Piaf et de Trenet pour Éric Le Lann, qui figurent sur l'album Éric Le Lann joue Piaf et Trenet (1990).

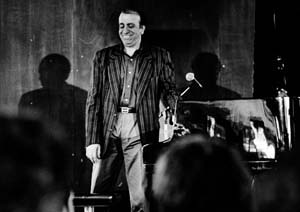
Martial Solal en 1988 par Erling Mandelmann.

Au début des années 1990, Martial Solal crée le Dodécaband, un « medium band » de douze musiciens qui reprend la structure traditionnelle des big bands : trois saxophones, trois trompettes, trois trombones et une section rythmique. Le groupe donne peu de concerts, et n'est pas enregistré. À l'invitation du festival Banlieues Bleues en 1994, il travaille sur des morceaux de Duke Ellington, ce dont témoigne le disque Martial Solal Dodecaband Plays Ellington (2000). Avec un nouveau big band qu'il appelle le Newdecaband, Solal publie Exposition sans tableau (2006), constitué de compositions originales. Dans ce groupe figure la chanteuse de jazz Claudia Solal, fille du pianiste, qui est utilisée comme un instrument de l'orchestre.

### Homme de radio
Au début des années 1990, Martial Solal produit une émission hebdomadaire sur France Musique. Il invite près d'une centaine de pianistes à y participer, seuls, en duo ou en trio dont Manuel Rocheman, Jean-Michel Pilc, Robert Kaddouch, Baptiste Trotignon, Franck Avitabile ou encore Franck Amsallem. Martial Solal improvise pour France Musique, album sorti en 1994, reprend quelques-unes des improvisations jouées par le pianiste en solo au cours de ces émissions.

### Retour aux États-Unis
En 1995, Martial Solal enregistre Triangle avec une rythmique américaine : Marc Johnson (contrebasse) et Peter Erskine (batterie), trio avec lequel le pianiste part en tournée. En 1997, à la suite de l'album Just Friends, il se produit en Europe et au Canada avec un trio composé de Gary Peacock et Paul Motian, batteur que Solal connaît depuis At Newport '63. Le pianiste retrouve encore une fois le batteur Paul Motian sur Ballade du 10 mars (1999).

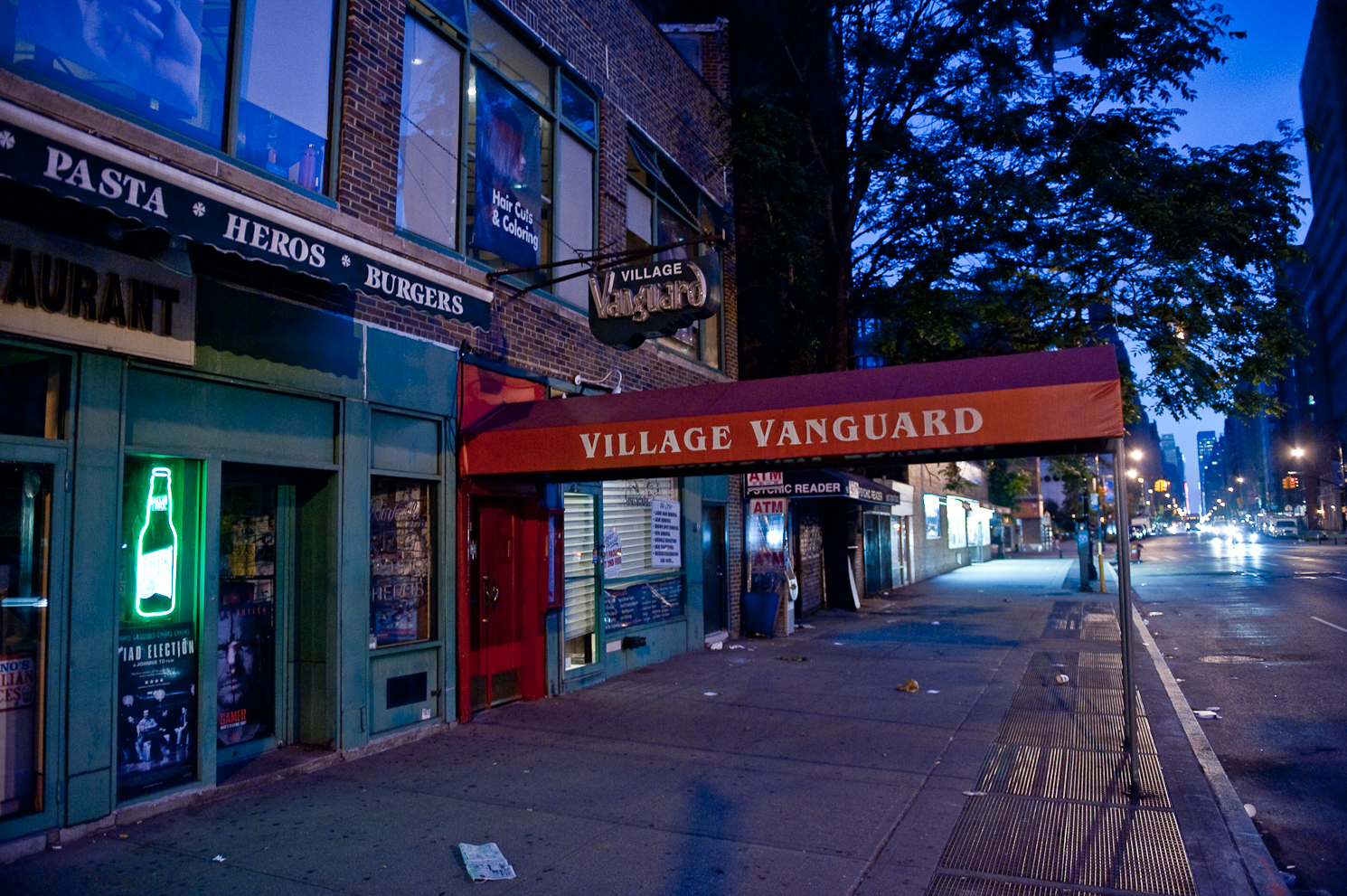
L'entrée du Village Vanguard, où Martial Solal a joué plusieurs fois.

Au début des années 2000, Paul Motian encourage le Village Vanguard à inviter Martial Solal, afin de l'imposer sur la scène new-yorkaise. La résidence est prévue pour septembre, une semaine après les attentats du 11 septembre 2001. Solal monte sur scène quand même, en compagnie de François Moutin et Bill Stewart, dans une salle quasiment vide les deux premiers jours. The New York Times écrit un article sur la présence de Solal, et le club fait salle comble. L'album NY-1: Live at the Village Vanguard est le témoignage de ces concerts.
En 2002 et 2003, Solal continue de jouer aux États-Unis, à San Francisco, Los Angeles et New York. Mais peu friand de voyages, il annule à la dernière minute le concert prévu au Kennedy Center à Washington en 2005. En octobre 2007, il enregistre Live at the Village Vanguard, premier enregistrement en piano solo au Village Vanguard.

### Compositeur de musique classique
Dans les années 1970, Martial Solal rencontre le compositeur Marius Constant, et commence à s'intéresser à la musique contemporaine, qui semble pour lui offrir des possibilités inédites pour le jazz. En 1977, Solal et Constant coécrivent Stress, pour trio de jazz et quintette de cuivre. Les deux musiciens enregistrent Stress, psyché, complexes en 1981.
En 1989 est créé à Cologne le Concerto pour trombone, piano, contrebasse et orchestre, par Albert Mangelsdorff, Martial Solal, Jean-François Jenny-Clark et l’Orchestre franco-allemand des jeunes, pour la radio publique Westdeutscher Rundfunk Köln. La même année, Solal crée son concerto Échanges au Théâtre de l'Agora d'Évry avec la Camerata de France, dirigée par Daniel Tosi. Le 21 juin 1997 est créé le Concerto « Coexistence » pour piano et orchestre, pour la Fête de la musique à la salle Olivier-Messiaen de Radio France, avec le Dodecaband, Martial Solal au piano et l'Orchestre national de France dirigé par Didier Benetti. Le concert est diffusé en direct sur France Musique, mais l'enregistrement est perdu.
En 2009, le festival Jazz à Vienne lui offre une carte blanche. Il joue un programme à six pianos qu'il a composé, Petit exercice pour cent doigts, en compagnie de Benjamin Moussay, Pierre de Bethmann, Franck Avitabile, Franck Amsallem et Manuel Rocheman. Il joue ensuite à deux pianos avec Hank Jones, accompagné par François et Louis Moutin. La soirée se termine par un concert associant les cordes de l'Opéra de Lyon dirigé par Jean-Charles Richard, les cuivres du New Decaband et le saxophoniste Rick Margitza.
En 2015, sort Works for Piano and Two Pianos. On y trouve plusieurs compositions de Solal interprétées par Éric Ferrand-N'Kaoua : Voyage en Anatolie (Journey to Anatolia), les neuf Jazz Preludes et les Onze Études. Martial Solal rejoint Éric Ferrand-N'Kaoua pour interpréter la Ballade pour deux pianos.
Le Concerto pour saxophone, écrit en 2014, est créé par Jean-Charles Richard au mois d'août 2019 à Vernon, dans le cadre du festival de musique de chambre de Giverny,. Pour ce concert, la pièce est arrangée pour un petit effectif de douze instruments à cordes. Le festival propose aussi Voyage en Anatolie et le concerto Échanges joués par Éric Ferrand N’Kaoua.
Le 11 septembre 2020 à la Maison de la Radio, l'Orchestre national de France dirigé par Jesko Sirvend joue plusieurs concertos écrits par Solal : le Concerto pour trombone, piano, contrebasse et orchestre avec Denis Leloup (trombone ténor), Hervé Sellin (piano) et Jean-Paul Celea (contrebasse amplifiée) ; le Concerto pour saxophone et orchestre avec Jean-Charles Richard (saxophones baryton et soprano) et François Merville (batterie) ; le Concerto « Coexistence » pour piano et orchestre, avec Éric Ferrand-N’Kaoua (piano) et François Merville (batterie). Jean-Charles Richard est le seul musicien à improviser, toutes les autres parties solistes étant écrites. Le programme, à la suite des contraintes dues à la période et au Covid-19, a été réduit de quatre à trois concertos, : le Concerto « Icosium » pour trompette, piano et orchestre, avec Claude Egéa et Manuel Rocheman est annulé. Solal, qui souffrait de se sentir rejeté par le monde de la musique dite classique, est ravi et « libéré » par ce concert.

### Retrait progressif de la scène

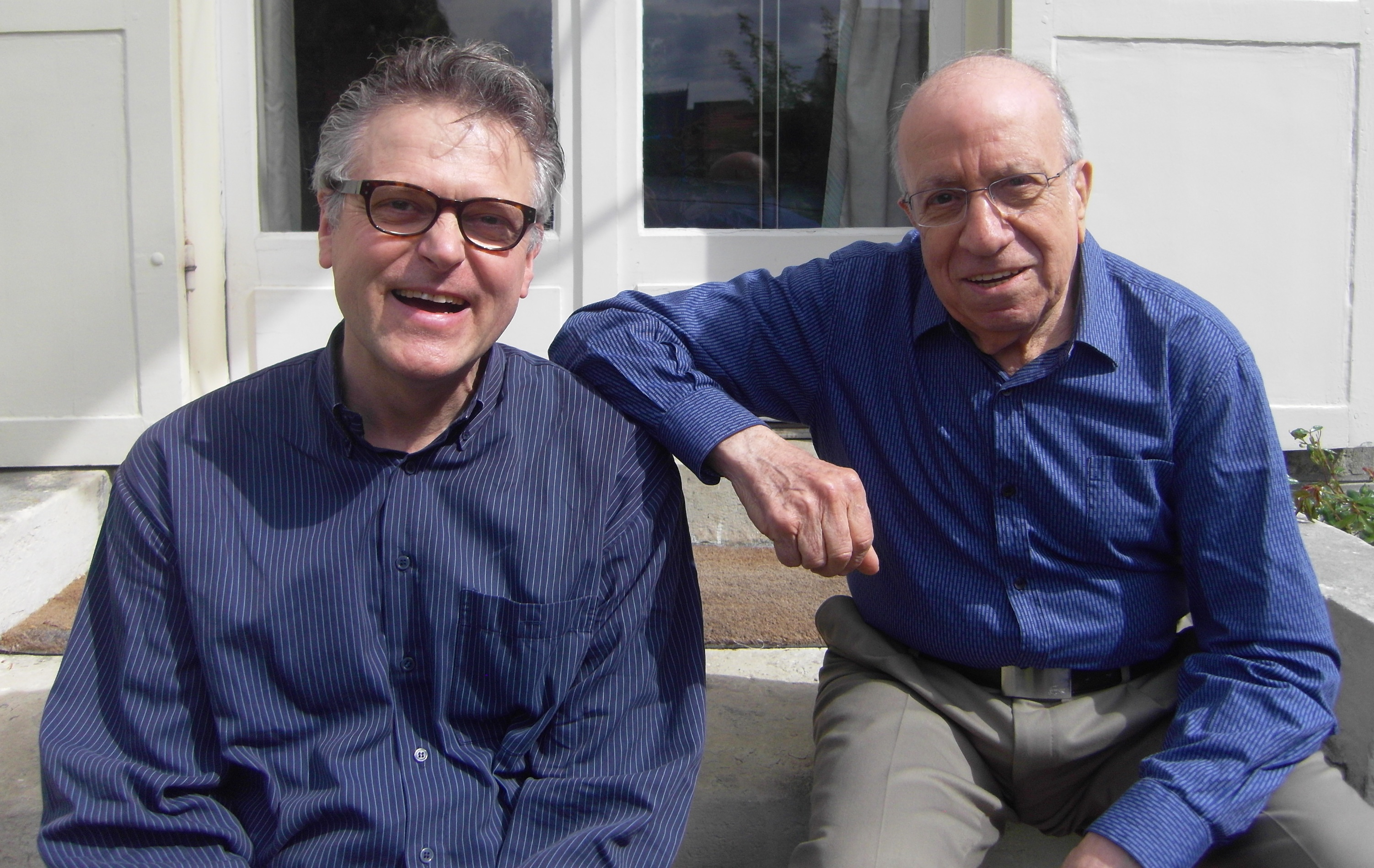
Martial Solal et le saxophoniste Wolfgang Bleibel en 2013.

Bien qu'il ait déclaré vouloir ralentir son activité vu son grand âge (il a eu 90 ans en 2017) et à la suite de problèmes d'anévrismes, Martial Solal continue à se produire épisodiquement sur scène, notamment en duo avec Bernard Lubat (2014), Jean-Michel Pilc (2016) ou David Liebman (Masters in Bordeaux, 2017, et Masters in Paris, 2020).
En mars 2018 sort My One and Only Love, un album live solo enregistré en Allemagne. Histoires improvisées (paroles et musiques) (JMS/Pias) paraît le 16 novembre 2018, alors que Solal avait déjà annoncé sa retraite. Pour cet album, Jean-Marie Salhani, le producteur de JMS, lui a proposé de piocher au hasard parmi 52 petits papiers le sujet d'une improvisation au piano : des membres de sa famille (son épouse Anna, son fils Éric, sa fille Claudia Solal), des musiciens (Count Basie, Duke Ellington, Charlie Parker, Django Reinhardt), des paysages ou des films. Il introduit chaque improvisation par une petite explication. La critique salue cet album : « le temps ne fait rien à l’affaire : Martial Solal (91 printemps), surprend, dépayse, amuse. »
Le 23 janvier 2019, il donne son dernier (et premier) concert (en solo) à la Salle Gaveau, où il s'était déjà produit en mai 1962 et décembre 1963 avec Guy Pedersen et Daniel Humair (Jazz à Gaveau et Concert à Gaveau vol. 2). Une sélection des morceaux joués ce soir-là est publié sur le disque Coming Yesterday : Live at Salle Gaveau 2019, sort en 2021 chez Challenge records. Dans les notes de pochette de l'album, Solal confirme qu'il ne fera plus de concert,.
Le 14 novembre 2022 paraît Live in Ottobrunn, un double-album qui reprend l'avant dernier concert donné par Solal en décembre 2018 dans la banlieue de Munich.
Son autobiographie, intitulée Mon Siècle de jazz parait chez Frémeaux & Associés le 20 août 2024,.

### Mort
Il meurt le 12 décembre 2024 à 17 heures, à l'âge de 97 ans, pendant son transfert de Chatou (Yvelines), où il vivait en famille, vers l'hôpital de Versailles, comme l'a annoncé son fils Éric Solal. Incinéré, ses cendres sont inhumées à la suite d'une cérémonie publique au cimetière du Père-Lachaise (division 43).

## Style

### Description
La maîtrise hors pair de l'instrument que montre Martial Solal s'accompagne d'un talent d'improvisateur inépuisable. Il est un des rares musiciens de jazz européen à avoir eu une réelle influence aux États-Unis. Duke Ellington lui-même a dit de Solal qu’il possédait « en abondance les éléments essentiels à un musicien : sensibilité, fraîcheur, créativité et une technique extraordinaire. » Il est « à juste titre réputé pour son approche brillante, singulière et intellectuelle du jazz. »
Le style de Martial Solal est marqué par des ruptures rythmiques et mélodiques, une grande liberté rythmique, harmonique et tonale et une grande virtuosité. Il est très imaginatif, déconstruisant les mélodies, présentant une idée sous tous ses angles, dans une approche presque cinématographique « avec gros plans, travellings, contre-champs, panoramiques, contre-plongées… autour d’un thème central ». On peut également penser aux cartoons — Solal improvise d'ailleurs régulièrement un Hommage à Tex Avery — : « le pianiste fait penser au principe de Gerald Scarfe : chercher jusqu'où on peut déformer un personnage (dans le cas de Solal, un morceau) tout en le laissant reconnaissable ».
Selon Claude Carrière, Martial Solal est un des rares musiciens dont les doigts jouent exactement ce que le cerveau demande. Pour sa fille Claudia, « [Martial Solal] a une rapidité d'anticipation fascinante. C'est comme s'il avait en main un tas de dominos qu'il place dans l'ordre qu'il veut. Et ça marche. Le puzzle ressemble toujours à quelque chose. »
Martial Solal admet lui-même qu'« on ne rentre pas dans [s]a musique aussi facilement », elle demande du temps, voire plusieurs écoutes. Il se justifie en expliquant que ses doigts jouant plusieurs pupitres d'une orchestration, le résultat est forcément dense. Il ajoute : « J'ai toujours refusé la manifestation gratuitement ostensible du feeling. Je camoufle ma pudeur derrière l'intelligence du jeu et le refus de la banalité. » Avec le temps, il explique vouloir « élaguer » et être autant dans l'épure que dans la volubilité.

### Approche des standards
Il joue régulièrement des standards, qu'il aborde sans aucun plan préétabli : « quand Martial Solal joue un morceau qu'il a déjà joué de nombreuses fois […], il n'a pas de version plus ou moins préparée sur laquelle se baser. Il improvise à partir de rien, cherchant à se renouveler sans cesse. » Il triture ces morceaux dans tous les sens, ajoutant quelques accords ou procédant à de totales et vastes réharmonisations, cachant la mélodie, n'en jouant que des fragments avant de la révéler. Sa virtuosité lui permet d'alimenter son imagination sans limites et d'oser toutes les prises de risque. Pour autant, même s'il prend de larges libertés, il reste proche de la structure et de la mélodie des morceaux qu'il joue.
Le contrebassiste François Moutin, compagnon de route de Solal depuis 1989, explique que la plupart du temps, le pianiste n'annonce pas à ses musiciens ce qu'il va jouer : « en général on comprend assez vite ce qu'il joue, mais parfois il change d'avis : il peut rester sur le même morceau mais changer de tonalité, il peut ajouter une section, une pédale ou un interlude, parfois même il change de morceau en plein milieu ». En piano solo, il rend la structure élastique : il peut s'attarder sur une section ou un accord, changer le tempo, mais en restant toujours proche de la mélodie du morceau afin de donner de la cohérence à l'ensemble.

### Free jazz
À la fin des années 1960, Martial Solal critique le free jazz, qui représente pour lui un « travers qui consiste à jouer un peu trop, n'importe quoi, n'importe quand, n'importe où ». Pour lui, il est important de « respecter certaines normes qui font que la liberté a une valeur. La liberté n'a de valeur que par rapport à quelque chose d'établi, si la liberté est totale et absolue ce n'est plus de la liberté. » Il est très sceptique vis-à-vis de cette idée un peu narcissique de « table rase du passé », qui a conduit des musiciens médiocres à se croire jazzman. Il compose d'ailleurs un morceau qu'il intitule ironiquement Jazz frit en 1965.
Il précise en 2018 apprécier l'« apport dans le domaine de la quête de liberté » du free jazz, en rappelant que les « meilleurs d'entre [ces musiciens] sont restés, soit en revenant à la régularité du tempo, soit en additionnant leur apport aux acquis du passé ». Il utilise d'ailleurs beaucoup lui-même les principes de liberté pris par rapport au tempo et à l'harmonie.

### Humour
L'humour en général est très présent chez Solal, ce qui lui permet de ne jamais se prendre trop au sérieux et d'éviter le piège de la virtuosité gratuite. Il est friand de citations, issues de thèmes jazz ou classique : il cite par exemple la Fantaisie-Impromptu de Chopin dans l'introduction de sa version de Que reste-t-il de nos amours (Jazz 'n (e)motion, 1998). Les titres de ses compositions sont régulièrement des calembours : L'allée Thiers et le poteau laid, Solalitude, Impromptulm, Grandeur et Cadence, Averty c'est moi, Leloir m'est cher (allusion au photographe Jean-Pierre Leloir), ou encore Oléo qui devient Ah ! Léa,. On peut également citer Ah non !, morceau qui reprend à la main gauche le premier exercice du Pianiste virtuose de Hanon, joué en si, en laissant la main droite improviser librement,.

### Influences

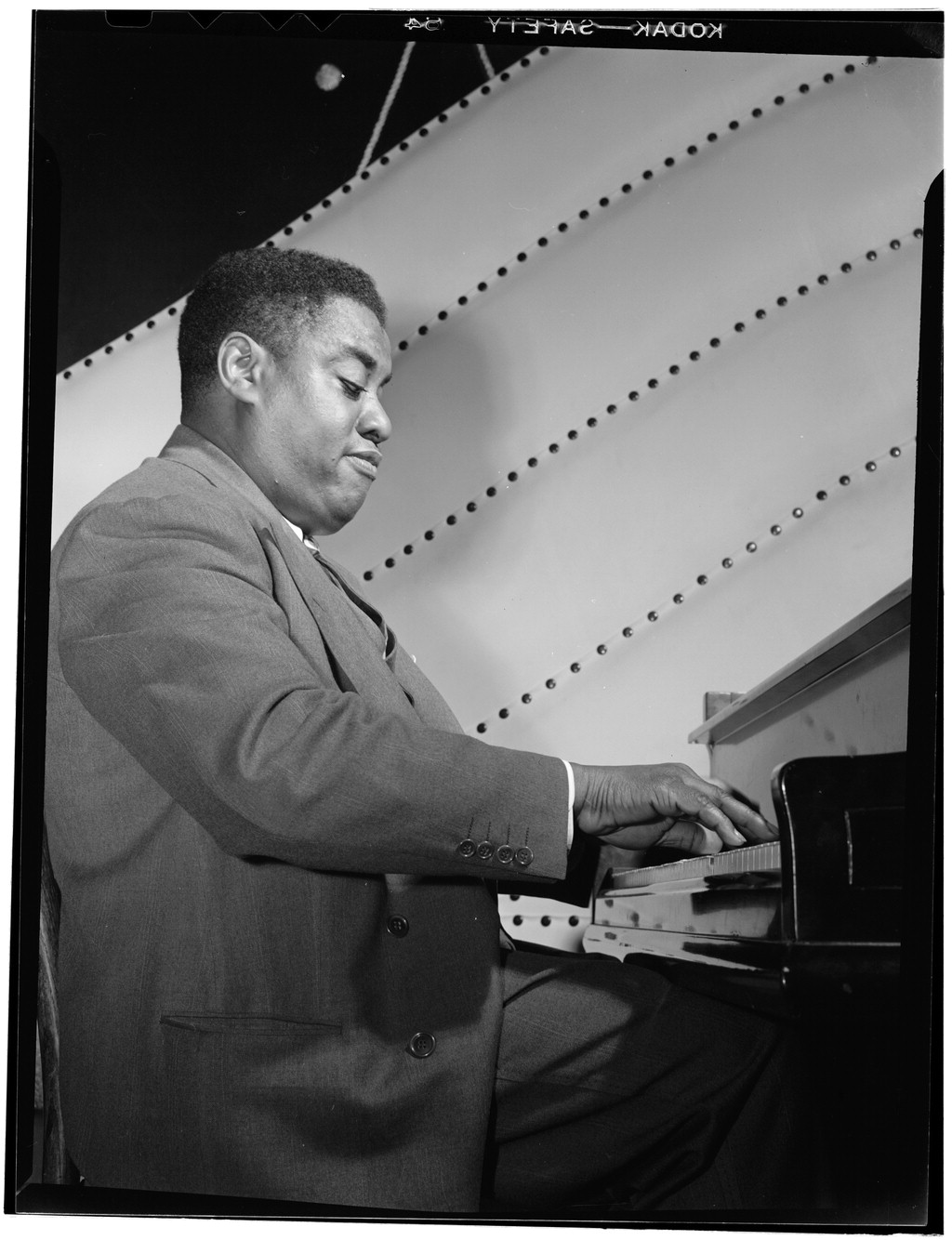
Le pianiste Art Tatum, influence de Martial Solal, photographié par William P. Gottlieb entre 1946 et 1948.

Même s'il a choisi dès ses débuts de se créer un style personnel et unique, le jeu de Martial Solal est influencé par des pianistes de stride tels que Willie « The Lion » Smith ou Fats Waller, ainsi que par des pianistes comme Art Tatum, Teddy Wilson ou par des musiciens bebop  comme Charlie Parker. Il reconnaît aussi l'influence de Thelonious Monk, plus dans la conception musicale que dans son jeu de piano, ainsi que celle de Duke Ellington. Pour Stefano Bollani, c'est « le seul pianiste au monde qui n'a pas subi l'influence de Bill Evans. »

### Technique
Martial Solal n'a cessé de perfectionner sa technique tout au long de sa vie — il est d'ailleurs assez critique envers les pianistes qui arrêtent de s'exercer avec l'âge. Dès les années 1950, il veut être l'égal des pianistes qui jouent Beethoven ou Debussy. Il a travaillé 4 ou 5 heures par jour entre ses 50 et 70 ans, et considère 45 minutes quotidiennes comme un minimum. À la fin des années 1970, il rencontre à un dîner le pianiste Pierre Sancan — on a dit que Solal avait travaillé avec Sancan, ce que Solal dément — et l'entend parler de son approche du piano et notamment de l'utilisation du poids du corps pour travailler le son et « appuyer sur les touches ». Ces quelques phrases déclenchent chez lui un processus de réflexion qui l'amènera à repenser sa technique et à la travailler énormément. Il considère qu'il n'a vraiment su jouer du piano que dans les années 1995, après la série d'émissions sur France Musique.
Il a deux pianos dans sa maison de Chatou : d'abord un vieux piano droit avec un toucher léger, sur lequel il travaille depuis des années, mais qui le prépare mal aux pianos à toucher lourd présents sur scène. Il a donc acheté un grand piano Kawai, réglé avec un toucher très dur, ce qui lui permet d'être à l'aise sur toute sorte de piano.
Il ne joue quasiment pas de jazz chez lui, pour garder la fraîcheur de son inspiration pour les concerts, préférant se limiter au « sport, [aux] exercices musculaires » comme des gammes ou des arpèges. Il joue notamment des études de Rachmaninov, Chopin ou Schumann. Il lui arrive fréquemment de lire des romans en pratiquant les exercices les plus répétitifs.

### Pédagogie

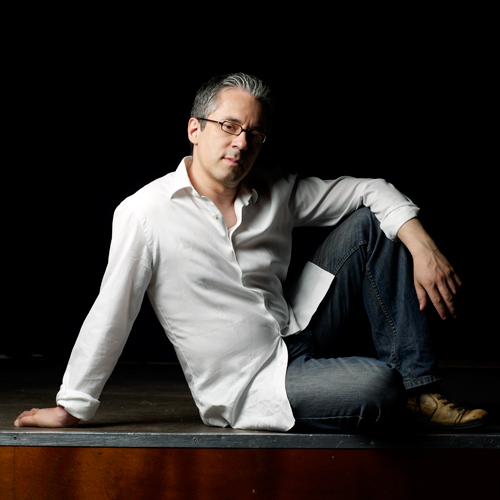
Le pianiste Manuel Rocheman, élève de Martial Solal, en 2011.

Martial Solal n'a eu qu'un seul véritable élève, Manuel Rocheman, qu'il qualifie de « brillantissime pianiste ». Il se montre néanmoins très généreux envers les jeunes musiciens (au moins une centaine) qui viennent le voir, les écoutant et leur donnant des conseils. Il a ainsi influencé de très nombreux musiciens tels que Manuel Rocheman, Jean-Michel Pilc, Baptiste Trotignon, Franck Avitabile,, François Raulin, Stéphan Oliva ou encore Pierre de Bethmann, plus particulièrement dans son approche de l'orchestre.
Il a participé à créer le Concours de piano jazz Martial Solal, organisé de 1988 à 2010, qui aide à la révélation de nouveaux talents,. Parmi les lauréats figurent Antonio Faraò, Baptiste Trotignon, Paul Lay, Tigran Hamasyan ou encore Thomas Enhco.
Martial Solal a publié en 1986 JazzSolal, « une introduction complète aux styles du jazz pour piano solo » en trois volumes (Facile, Intermédiaire, Plus difficile). En 1997 parait sa Méthode d'improvisation, dont le but est de « familiariser les candidats improvisateurs avec les règles de l'improvisation […], en leur proposant un travail progressif étayé par un grand nombre d'exemples destinés à développer leur oreille, leur sens rythmique, mélodique et harmonique ainsi que leur imagination. »

## Distinctions

### Décorations
- Chevalier de la Légion d'honneur en 1990[91]
- Officier de l'ordre national du Mérite en 1998[92]
- Commandeur de l'ordre des Arts et des Lettres en 1997

### Prix
- 1955 : Prix Django-Reinhardt[93]
- 1957 : Grand Prix du disque de l'Académie Charles-Cros pour son disque en big band[17]
- 1976 : Prix « In Honorem » de l'Académie du jazz avec mention pour Martial Solal Plays Duke Ellington[31]
- 1980 : Prix de la SACEM, catégorie « Jazz »[94]
- 1980 : Prix Boris-Vian du meilleur enregistrement français pour Happy Reunion avec Stéphane Grappelli[37]
- 1981 : Grand Prix du meilleur disque de jazz moderne pour Martial Solal Big Band[95]
- 1985 : Oscar du disque pour la compilation Live, 1959-1985[96]
- 1986 : Prix Paul-Acket
- 1993 : Grand Prix national de musique (attribué une fois par an à un musicien tous styles de musiques confondues[97])
- 1994 : Prix Boris-Vian du meilleur enregistrement français pour Improvise pour France Musique[98]
- 1999 : Prix Jazzpar[77]
- 2007 : Prix in Honorem catégorie « Jazz », décerné par l'Académie Charles-Cros pour les 80 ans de Martial Solal, et à l'occasion de la sortie de Newdecaband - Exposition sans tableau et Solitude[99],[100]
- 2007 : Prix Eurodjango, Trophées européens du jazz[101]
- 2018 : Prix spécial décerné par l'Académie du jazz à son président d'honneur Martial Solal « pour l’ensemble de son œuvre, son inventivité persistante et une espièglerie incopiable dans la prise de risque, des traits originaux que l’âge ne flétrit pas : il semblait donc naturel de baptiser cette distinction « Prix du Jeune Talent », compliment qu’il faut ici prendre à la lettre ! »[102]
- 2018 : Coup de cœur Jazz et Blues 2018 de l'Académie Charles-Cros pour My One and Only Love[103].
- 2020 :  Coup de cœur Jazz et Blues 2020 de l'Académie Charles-Cros pour Masters in Paris avec Dave Liebman[104].
- 2021 : Grand Prix de l'Académie du jazz pour Coming Yesterday : Live at Salle Gaveau 2019[105]

### Nominations
- 1962 : finaliste de l'Oscar du meilleur disque de jazz décerné par l'Académie du jazz pour Jazz à Gaveau[106]
- 1966 : finaliste de l'Oscar du meilleur disque de jazz décerné par l'Académie du jazz pour En direct du Blue Note[107]
- 2000 : Grammy Award du meilleur album de jazz instrumental pour In and Out avec Johnny Griffin[108]
- 2009 : Grammy Award du meilleur solo de jazz improvisé pour On Green Dolphin Street sur Live at the Village Vanguard[108]
- 2017 : finaliste du prix du meilleur disque de l'année pour Masters in Bordeaux avec David Liebman[109]

## Compositions
Autodidacte, Martial Solal est également un compositeur prolifique, entré à la SACEM dès ses 18 ans. Il a intégré l'idée, développée par André Hodeir, selon laquelle le jazz ne doit pas être uniquement improvisé pour rester dans l'histoire. Il a ainsi composé pour son big band dès les années 1950, et écrit de nombreuses musiques de film (À bout de souffle, Le Procès, Les Acteurs). Ses liens avec Marius Constant ou André Hodeir lui ont permis d'écrire des pièces en dehors du monde du jazz.
Solal a longtemps souffert de se sentir rejeté par le monde de la musique dite classique : « le temps a passé, et pourtant je dois dire que ça ne m’a jamais quitté, cette “honte” d’être musicien de jazz ». Les titres de ses morceaux font d'ailleurs écho à sa volonté d'associer le monde du jazz et celui de la musique dite classique : Échanges pour piano et cordes, Alternances, Coexistence, Cohabitation.

### Musique écrite
Martial Solal a composé pour Élisabeth Chojnacka, Marcel Azzola, Les Percussions de Strasbourg, Pierre Charial, l'Ensemble Concert Arban et bien d'autres. Parmi ses compositions les plus importantes, peuvent être citées :
- Suite en ré bémol pour quartette de jazz (1959)
- Stress pour trio de jazz, piano, quintette de cuivres et percussion, pièce composée par Martial Solal et Marius Constant (1977)
- Fantaisie pour deux orchestres (1984)
- Concerto pour claviers et orchestre « Nuit étoilée » (1987/1988)
- Seul contre tous pour basson seul, pièce composée pour et créée par Alexandre Ouzounoff (1982)

Il a également composé une dizaine de concertos, dont trois pour piano et un triple concerto pour trombone, piano et  contrebasse ; ainsi qu'une cinquantaine de pièces pour divers orchestres et ensembles.
Une partie de ses compositions pour piano seul ont été enregistrées par Éric Ferrand-N'Kaoua sur Works for Piano and Two Pianos.

### Musiques de films

#### Longs métrages
- Deux Hommes dans Manhattan (1959, Jean-Pierre Melville)
- Match contre la mort (1959, Claude Bernard-Aubert)
- À bout de souffle (1960, Jean-Luc Godard)
- L'Affaire d'une nuit (1960, Henri Verneuil)
- Le Testament d'Orphée (1960, Jean Cocteau)
- Si le vent te fait peur (1960, Émile Degelin)
- Léon Morin, prêtre (1961, Jean-Pierre Melville)
- Les Ennemis (1962, Édouard Molinaro)
- Svenska flickor i Paris (1962, Barbro Boman)[113]
- Échappement libre (1963, Jean Becker)
- Trois chambres à Manhattan (1965, Marcel Carné)
- Ballade à blanc (1983, Bertrand Gauthier)
- Les Acteurs (2000, Bertrand Blier)

Il a également joué un courte pièce en trio pour Le Procès d'Orson Welles.

#### Courts métrages
- Le Bougnat (1963, Manuel Otéro)[114]
- Le Temps d'une nuit (1964, François Bouchet)
- Timber - ØK i Canada (1967, Ole Roos)[115]
- Cocteau et compagnie (2003, Jean-Paul Fargier)[116]

#### Télévision
- Famille de cuisine : les Troisgros, documentaire de Jean-Louis Comolli, production INA, 1985[B 37]
- Paul-Émile Victor : un rêveur dans le siècle, documentaire de Jean-Louis Comolli, production INA, 1991[B 37]

## Discographie
Martial Solal a enregistré plus d'une centaine de disques, en solo, en duo, en trio ou avec des formations plus étendues, dont certains n'ont jamais été réédités. Parmi ceux-ci, on peut citer :

### En solo
- 1983 : Bluesine (Soul Note)
- 2007 : Solitude (CamJazz)
- 2008 : Live at the Village Vanguard (CamJazz)
- 2018 : My One and Only Love (Intuition Records)
- 2018 : Histoires improvisées (paroles et musiques) (JMS/Pias)
- 2021 : Coming Yesterday : Live at Salle Gaveau 2019 (Challenge Records)
- 2022 : Live in Ottobrunn (GML)

### En duo
- 1968 : European Episode et Impressive Rome, avec Lee Konitz (Campi Records)
- 1976 : Movability, avec Niels-Henning Ørsted Pedersen (MPS)
- 1978 : Duplicity, avec Lee Konitz (Horo Records)
- 1980 : Happy Reunion, avec Stéphane Grappelli (Owl Records)
- 1980 : Live at the Berlin Jazz Days 1980, avec Lee Konitz (MPS)
- 1983 : Star Eyes, Hamburg 1983, avec Lee Konitz (HatOLOGY)
- 1999 : Fast Mood, avec Michel Portal (BMG France)
- 2000 : In and Out, avec Johnny Griffin (Dreyfus Jazz)
- 2000 : Portrait in Black and White, avec Éric Le Lann (Nocturne, H&L)
- 2006 : Rue de Seine, avec Dave Douglas (CAM Jazz)
- 2017 : Masters in Bordeaux, avec Dave Liebman (Sunnyside)
- 2020 : Masters in Paris, avec Dave Liebman (Sunnyside)
- 2025 : Martial Solal & Michel Portal, avec Michel Portal (Erato, Warner Classics) (posthume)

### En trio
- 1962 : Jazz à Gaveau (Columbia)
- 1962 : Suite pour une frise (Pathé-Marconi)
- 1963 : At Newport '63 (RCA Victor)
- 1964 : Concert à Gaveau vol. 2 (Columbia)
- 1970 : Sans tambour ni trompette (RCA Victor)
- 1995 : Triangle (JMS)
- 1997 : Just Friends (Dreyfus Jazz)
- 1999 : Ballade du 10 mars (Soul Note)
- 2003 : NY-1: Live at the Village Vanguard (Blue Note)
- 2008 : Longitude (Cam jazz)

### Avec big band
- 1999 : Contrastes (Storyville)
- 2000 : Martial Solal Dodecaband Plays Ellington (Cam jazz)
- 2007 : Exposition sans tableau (Nocturne)

### Autres formations
- 1958 : Suite en ré bémol pour quartette de jazz (Columbia Jazz)
- 1968 : Électrode : Martial Solal joue Michel Magne (Ducretet Thomson)
- 1979 : Four Keys (MPS Records)
- 1988 : 9/11 p.m. Town Hall (Label Bleu)

## Ouvrages musicaux

### Œuvres publiées
- Martial Solal, Fantaisie pour quintette, Mâcon, Éditions musicales Robert Martin, coll. « Jean-Baptiste Arban », 1983.
- Martial Solal, Seul contre tous : pour basson solo, Éditions Salabert, 1986.
- Martial Solal, Une Pièce pour quatre : pour quatuor de saxophones, Mâcon, Éditions musicales Robert Martin, 1987.
- Martial Solal, Ballade pour quintette : pour quintette de saxophones avec section rythmique ad libitum, Mâcon, Éditions musicales Robert Martin, 1987.
- Martial Solal, Jazz Preludes, Boosey & Hawkes, 1991.
- Martial Solal, Onze études, éditions Salabert, 1997, 44 p..
- Martial Solal, Ballade pour deux pianos, éditions Salabert, 1998, 22 p..
- Martial Solal, 65 morceaux choisis, Éditions musicales Jean-Marie Salhani, 2019, 116 p. (ISBN 978-2911567049) : cet ouvrage est une compilation de thèmes composés et arrangés par Solal pour piano solo[118].

### Ouvrages pédagogiques
- (en) Martial Solal, JazzSolal : A Complete Introduction to Jazz Styles for Solo Piano, Boosey & Hawkes, 1986. Trois volumes : Facile, Intermédiaire, Plus difficile.
- Martial Solal, Méthode d'improvisation : avec Disque compact, Éditions Salabert, 1997.

## Hommages musicaux
- Jean-Michel Pilc enregistre une variation en hommage à Martial Solal sur son album What is This Thing Called? (2015)[119].
- Sur l'album Correspondances (2016) du duo de pianistes François Raulin et Stéphan Oliva, où ils rendent hommage à des musiciens qui les ont inspirés, on peut entendre Cher Martial (Accalmie - Unisson - Séquence Tenante) : ils y rejouent des compositions que l'on peut entendre sur Sans tambour ni trompette[87].

#### Ouvrages
- Jacques Réda, « Cristal Solal », dans L'Improviste : Une lecture du jazz, éditions Gallimard, coll. « Folio », 1990 (1re éd. 1980) (ISBN 9782070439195), p. 343-345.
- Philippe Carles (dir.), André Clergeat (dir.) et Jean-Louis Comolli (dir.), Dictionnaire du jazz, Paris, éditions Robert Laffont, coll. « Bouquins », 1994, 1390 p. (ISBN 9782221078228), p. 1110-1111. .
- Alain Gerber, « Martial Solal », dans Dictionnaire de la musique : les compositeurs, Encyclopædia Universalis / éditions Albin Michel, 1998, p. 747-749.
- Alain Gerber, Fiesta in Blue, t. 2, Alive, 1999 (ISBN 9782911737138), p. 161-173.
- Ludovic Tournès, New Orleans sur Seine : histoire du jazz en France, éditions Fayard, 1999, 502 p. (ISBN 9782213603643), p. 246-261.
- Jacques Réda, « Martial Solal », dans Autobiographie du jazz, Climats, 2002, p. 263-265.
- Xavier Prévost (int.), Martial Solal : compositeur de l'instant, Michel de Maule/INA, 2005, 271 p. (ISBN 9782876231702). .
- Martial Solal et Franck Médioni, Ma vie sur un tabouret : autobiographie, Arles, Actes Sud, coll. « Hors collection », 2008, 176 p. (ISBN 978-2-7427-7618-4). .
- Martial Solal (préf. Alain Gerber), Mon Siècle de jazz : L'autobiographie de Martial Solal, Frémeaux & Associés, 2024, 160 p. (ISBN 9782844689856).
- Vincent Sorel, Martial Solal : Une vie à l'improviste, Éditions du Layeur, 2024, 224 p. (ISBN 2383780650), bande dessinée.

#### Articles

##### Écrits par Martial Solal
- « Martial Solal parle (peu) de ses (rares) idoles », Jazz Magazine, no 58,‎ avril 1960.
- « Lettres de New York », Jazz Magazine, no 96,‎ juillet 1963.
- « Les 55 jours de New York », Jazz Magazine, no 97,‎ août 1963.

##### Jazz Hot
- André Clergeat, « Silhouette du hot club : Martial Solal », Jazz Hot, no 56,‎ juin 1951.
- Bobby Jaspar, « Martial Solal », Jazz Hot, no 105,‎ décembre 1955.
- « À propos de la Suite en Ré bémol, Jazz Hot a interviewé Martial Solal et Roger Guérin », Jazz Hot, no 145,‎ juillet-août 1959.
- Michel Laplace, « Martial Solal, And His Orchestra 1956-1962 », Jazz Hot,‎ 2019 (lire en ligne). .

##### Jazz Magazine
- Lucien Malson, « Martial Solal ou les vertus de la solitude », Jazz Magazine, no 58,‎ avril 1960.
- Alain Gerber, « Mystère Solal », Jazz Magazine, no 155,‎ juin 1968.
- Xavier Prévost, « Martial Solal… La tentation contemporaine », Jazz Magazine, no 320,‎ juillet-août 1983.
- Thierry P Benizeau et Franck Bergerot, « Martial Solal « Des choses très inattendues » », Jazz Magazine,‎ 30 janvier 2018 (lire en ligne). .

##### Presse généraliste
- Francis Marmande, « Martial Solal ou la tentation de l'absolu », Le Monde,‎ 27 mai 1995.
- (en) John Fordham, « Piano legend Martial Solal on jazz, France and Godard », The Guardian,‎ 20 mai 2010 (lire en ligne). .

##### Autres revues
- Xavier Prévost, « Martial Solal : un peu de jazz dans la musique », Diapason/Harmonie, no 310,‎ novembre 1985.
- (en) Max Harrison, « Solal at 70 », Annual review of jazz studies, Lanham & Londres, The Scarecrow press, Rutgers State University of New Jersey, no 9,‎ 1997-1998.
- (en) Gary Giddins, « Strictly Solalian », The Village Voice,‎ 9 octobre 2001 (lire en ligne). .
- Gilles Mouëllic, « Le jazz au rendez-vous du cinéma : des Hot Clubs à la Nouvelle Vague », Revue française d’études américaines, hors-série no 5,‎ 2001, p. 97 à 110 (lire en ligne). .
- Vincent Cotro, Jean-Christophe Ronfort, Xavier Prévost, François Madurell, Marc Battier, Jean-Louis Chautemps et Martial Solal, « Dossier Martial Solal », Les Cahiers du Jazz (nouvelle série), Outre mesure, no 3,‎ 1er juin 2006 (EAN 9782907891400).
- La revue Gruppen a publié une entrevue d'une quinzaine de pages dans laquelle Martial Solal revient sur son travail d'éternel « chercheur en jazz ». « Sommaire du no 2 de la revue Gruppen », sur revuegruppen.com, janvier 2011.
- Annie Yanbekian, « Interview. Le géant du jazz Martial Solal à Paris pour un grand récital : le dernier ? », France TV info, 22 janvier 2019. .
- (en) Christopher Porter, « Martial Solal: French Modern », JazzTimes,‎ 9 mai 2019 (lire en ligne). .
- Nicolas Dourlhès, « Martial Solal sur le bout des doigts : Un entretien avec Benjamin Moussay au sujet de Martial Solal », Citizen Jazz,‎ 8 novembre 2020 (lire en ligne). .

### Filmographie
- Martial Solal, réalisé par Jean-Paul Fargier, écrit par Gérald Arnaud, 1998.
- Jazz Never Ends, documentaire sur Martial Solal réalisé par Michel Follin, produit par Agat Films, et diffusé sur Arte à plusieurs reprises, 2008.

#### Notices et ressources
- Ressources relatives à la musique :   - All About Jazz
  - AllMusic
  - Bandcamp
  - BRAHMS
  - Carnegie Hall
  - Discogs
  - Grove Music Online
  - Last.fm
  - MGG Online
  - MusicBrainz
  - Muziekweb
  - Rate Your Music
  - Songkick
- Ressources relatives à l'audiovisuel :   - AllMovie
  - Allociné
  - Filmportal
  - Filmweb.pl
  - IMDb
  - Rotten Tomatoes
- Ressource relative au spectacle :   - Les Archives du spectacle
- Ressource relative à plusieurs domaines :   - Radio France
- Notices dans des dictionnaires ou encyclopédies généralistes :   - Den Store Danske Encyklopædi
  - Deutsche Biographie
  - Larousse
  - Store norske leksikon
  - Universalis
  - Who's Who in France
- Notices d'autorité :   - VIAF
  - ISNI
  - BnF (données)
  - IdRef
  - LCCN
  - GND
  - Italie
  - CiNii
  - Espagne
  - Belgique
  - Pays-Bas
  - Pologne
  - Israël
  - NUKAT
  - Norvège
  - Tchéquie
  - Lettonie

#### Audio et concerts
- (en) Patrick Jarenwattananon, « Martial Solal Duo (with Francois Moutin) » [audio], Live at the Village Vanguard, NPR, 13 avril 2011.
- Yvan Amar, « Martial Solal, piano solo à Paris » [audio], Jazz club, France Musique, 23 février 2019.